# رؤوف بن عابد
رؤوف بن عابد (مواليد 3 أغسطس 1985) هو سبّاح جزائري، مثّل بلاده في الألعاب الأولمبية الصيفية 2004.

## روابط خارجية
رؤوف بن عابد على موقع الاتحاد الدولي للسباحة (الإنجليزية)
- رؤوف بن عابد على موقع اللجنة الأولمبية الدولية (الإنجليزية)
- رؤوف بن عابد على موقع أوليمبيديا (الإنجليزية)